# Diálogo Interamericano

Logo

Michael Shifter é presidente do Diálogo Interamericano, onde também atuou como vice-presidente de Políticas e como diretor do Programa de Governança Democrática. Antes de se juntar ao Diálogo, Shifter foi diretor do Programa de Governança e Direitos Humanos da Fundação Ford para a região andina e o Cone Sul e do Programa para a América Latina e o Caribe da Fundação Nacional para a Democracia. Desde 1993, é professor adjunto da Escola de Relações Exteriores da Universidade de Georgetown, onde leciona sobre política latino-americana. Shifter se formou no Oberlin College e tem mestrado em Sociologia na Universidade de Harvard, onde, durante quatro anos, deu aula de desenvolvimento e política na América Latina.